# Schottariella mirifica
Schottariella mirifica är en kallaväxtart som beskrevs av Peter Charles Boyce och S.Y.Wong. Schottariella mirifica ingår i släktet Schottariella och familjen kallaväxter. Inga underarter finns listade.